# Rhinobatos formosensis
Rhinobatos formosensis é uma espécie de peixe da família Rhinobatidae.
Pode ser encontrada nos seguintes países: Taiwan e possivelmente em Filipinas.
Os seus habitats naturais são: mar aberto, mar costeiro, recifes de coral e águas estuarinas.